# Halderberge
Halderberge ( udtale ?) er en kommune og en by i den sydlige provins Noord-Brabant i Nederlandene.

## Kernerne
- Bosschenhoofd
- Hoeven
- Oud Gastel
- Oudenbosch (Rådhuset)
- Stampersgat